# BAFTA 2024
Os Prêmios da Academia Britânica de Cinema de 2024 (em inglês: 77th British Academy Film Awards), mais conhecido como BAFTA 2024, foi uma cerimônia realizada em 18 de fevereiro de 2024, homenageando os melhores filmes nacionais e estrangeiros de 2023, no Royal Festival Hall, no Southbank Centre de Londres. Apresentado pela Academia Britânica de Artes do Cinema e Televisão, foram entregues prêmios ao melhor longa-metragem e documentários de qualquer nacionalidade exibidos nos cinemas britânicos em 2023.
A cerimônia foi apresentada por David Tennant pela primeira vez e transmitida ao vivo pela BBC One e iPlayer no Reino Unido das 19h00 às 21h00 GMT, e pela BritBox International no Canadá, Dinamarca, Finlândia, Noruega, África do Sul, Suécia e Estados Unidos.

## Vencedores e indicados
As longlists do BAFTA foram anunciadas em 5 de janeiro de 2024. Os indicados foram anunciados no dia 18 do mesmo mês; enquanto os vencedores foram anunciados em 18 de fevereiro.
| Melhor Filme | Melhor Direção |
| --- | --- |
| - Oppenheimer – Christopher Nolan, Charles Roven e Emma Thomas - Anatomy of a Fall – Marie-Ange Luciani e David Thion - The Holdovers – Mark Johnson - Killers of the Flower Moon – Dan Friedkin, Daniel Lupi, Martin Scorsese e Bradley Thomas - Poor Things – Ed Guiney, Yorgos Lanthimos, Andrew Lowe e Emma Stone | - Christopher Nolan – Oppenheimer - Bradley Cooper – Maestro - Jonathan Glazer – The Zone of Interest - Andrew Haigh – All of Us Strangers - Alexander Payne – The Holdovers - Justine Triet – Anatomy of a Fall |
| Melhor Ator | Melhor Atriz |
| - Cillian Murphy – Oppenheimer como J. Robert Oppenheimer - Barry Keoghan – Saltburn como Oliver Quick - Bradley Cooper – Maestro como Leonard Bernstein - Colman Domingo – Rustin como Bayard Rustin - Paul Giamatti – The Holdovers como Paul Hunham - Teo Yoo – Past Lives como Hae Sung | - Emma Stone – Poor Things como Bella Baxter - Fantasia Barrino – The Color Purple como Celie Harris-Johnson - Sandra Hüller – Anatomy of a Fall como Sandra Voyter - Carey Mulligan – Maestro como Felicia Montealegre - Vivian Oparah – Rye Lane como Yas - Margot Robbie – Barbie como Barbie |
| Melhor Ator Coadjuvante | Melhor Atriz Coadjuvante |
| - Robert Downey Jr. – Oppenheimer como Lewis Strauss - Robert De Niro – Killers of the Flower Moon como William King Hale - Jacob Elordi – Saltburn como Felix Catton - Ryan Gosling – Barbie como Ken - Paul Mescal – All of Us Strangers como Harry - Dominic Sessa – The Holdovers como Angus Tully | - Da'Vine Joy Randolph – The Holdovers como Mary Lamb - Emily Blunt – Oppenheimer como Kitty Oppenheimer - Danielle Brooks – The Color Purple como Sofia - Claire Foy – All of Us Strangers como Mum - Sandra Hüller – The Zone of Interest como Hedwig Höss - Rosamund Pike – Saltburn como Lady Elspeth Catton |
| Melhor Roteiro Original | Melhor Roteiro Adaptado |
| - Anatomy of a Fall – Justine Triet e Arthur Harari - Barbie – Greta Gerwig e Noah Baumbach - The Holdovers – David Hemingson - Maestro – Bradley Cooper e Josh Singer - Past Lives – Celine Song | - American Fiction – Cord Jefferson - Oppenheimer – Christopher Nolan - All of Us Strangers – Andrew Haigh - Poor Things – Tony McNamara - The Zone of Interest – Jonathan Glazer |
| Melhor Cinematografia | Melhor Estreia Britânica |
| - Oppenheimer – Hoyte van Hoytema - Killers of the Flower Moon – Rodrigo Prieto - Maestro – Matthew Libatique - Poor Things – Robbie Ryan - The Zone of Interest – Łukasz Żal | - Earth Mama – Savanah Leaf (Roteiro, Direção, Produção), Shirley O'Connor (Produção) e Medb Riordan (Produção) - Blue Bag Life – Lisa Selby (Direção), Rebecca Lloyd-Evans (Direção, Produção) e Alex Fry (Produção) - Bobi Wine: The People's President – Christopher Sharp e Moses Bwayo (Direção) - How to Have Sex – Molly Manning Walker (Roteiro, Direção) - Is There Anybody Out There? – Ella Glendining (Direção) |
| Melhor Filme Britânico | Melhor Documentário |
| - The Zone of Interest – Jonathan Glazer, James Wilson e Ewa Puszczyńska - All of Us Strangers – Andrew Haigh, Graham Broadbent, Pete Czernin e Sarah Harvey - How to Have Sex – Molly Manning Walker, Emily Leo, Ivana MacKinnon e Konstantinos Kontovrakis - Napoleon – Ridley Scott, Mark Huffam, Kevin J. Walsh e David Scarpa - The Old Oak – Ken Loach, Rebecca O'Brien e Paul Laverty - Poor Things – Yorgos Lanthimos, Ed Guiney, Andrew Lowe, Emma Stone e Tony McNamara - Rye Lane – Raine Allen-Miller, Yvonne Isimeme Ibazebo, Damian Jones, Nathan Bryon e Tom Melia - Saltburn – Emerald Fennell, Josey McNamara e Margot Robbie - Scrapper – Charlotte Regan e Theo Barrowclough - Wonka – Paul King, Alexandra Derbyshire, David Heyman e Simon Farnaby | - 20 Days in Mariupol – Mstyslav Chernov e Raney Aronson-Rath - American Symphony – Matthew Heineman, Lauren Domino e Joedan Okun - Beyond Utopia – Madeleine Gavin, Rachel Cohen e Jana Edelbaum - Still: A Michael J. Fox Movie – Davis Guggenheim, Jonathan King e Annetta Marion - Wham! – Chris Smith |
| Melhor Trilha Sonora | Melhor Som |
| - Oppenheimer – Ludwig Göransson - Killers of the Flower Moon – Robbie Robertson (póstumo) - Poor Things – Jerskin Fendrix - Saltburn – Anthony Willis - Spider-Man: Across the Spider-Verse – Daniel Pemberton | - The Zone of Interest – Johnnie Burn e Tarn Willers - Ferrari – Angelo Bonanni, Tony Lamberti, Andy Nelson, Lee Orloff e Bernard Weiser - Maestro – Richard King, Steve Morrow, Tom Ozanich, Jason Ruder e Dean Zupancic - Mission: Impossible – Dead Reckoning Part One – Chris Burdon, James H. Mather, Chris Munro e Mark Taylor - Oppenheimer – Willie Burton, Richard King, Kevin O'Connell e Gary A. Rizzo           |
| Melhor Design de Produção | Melhores Efeitos Visuais |
| - Poor Things – Shona Heath, James Price e Zsuzsa Mihalek - Barbie – Sarah Greenwood e Katie Spencer - Killers of the Flower Moon – Jack Fisk e Adam Willis - Oppenheimer – Ruth De Jong e Claire Kaufman - The Zone of Interest – Chris Oddy, Joanna Maria Kuś e Katarzyna Sikora | - Poor Things – Simon Hughes - The Creator – Jonathan Bullock, Charmaine Chan, Ian Comley e Jay Cooper - Guardians of the Galaxy Vol. 3 – Theo Bialek, Stephane Ceretti, Alexis Wajsbrot e Guy Williams - Mission: Impossible – Dead Reckoning Part One – Neil Corbould, Simone Coco, Jeff Sutherland e Alex Wuttke - Napoleon – Henry Badgett, Neil Corbould, Charley Henley e Luc-Ewen Martin-Fenouillet                  |
| Melhor Figurino | Melhor Maquiagem e Caracterização |
| - Poor Things – Holly Waddington - Barbie – Jacqueline Durran - Killers of the Flower Moon – Jacqueline West - Napoleon – David Crossman and Janty Yates - Oppenheimer – Ellen Mirojnick | - Poor Things – Nadia Stacey, Mark Coulier e Josh Weston - Killers of the Flower Moon – Kay Georgiou e Thomas Nellen - Maestro – Siân Grigg, Kay Georgiou, Kazu Hiro e Lori McCoy-Bell - Napoleon – Jana Carboni, Francesco Pegoretti, Satinder Chumber e Julia Vernon - Oppenheimer – Luisa Abel, Jaime Leigh McIntosh, Jason Hamer e Ahou Mofid                                                                           |
| Melhor Edição | Melhor Filme Estrangeiro |
| - Oppenheimer – Jennifer Lame - Anatomy of a Fall – Laurent Sénéchal - Killers of the Flower Moon – Thelma Schoonmaker - Poor Things – Yorgos Mavropsaridis - The Zone of Interest – Paul Watts | - The Zone of Interest – Jonathan Glazer - 20 Days in Mariupol – Mstyslav Chernov e Raney Aronson-Rath - Anatomy of a Fall – Justine Triet, Marie-Ange Luciani e David Thion - Past Lives – Celine Song, David Hinojosa, Pamela Koffler e Christine Vachon - Society of the Snow – J. A. Bayona e Belén Atienza |
| Melhor Filme Animado | Melhor Curta-Metragem em Animação |
| - The Boy and the Heron – Hayao Miyazaki e Toshio Suzuki - Chicken Run: Dawn of the Nugget – Sam Fell, Leyla Hobart e Steve Pegram - Elemental – Peter Sohn e Denise Ream - Spider-Man: Across the Spider-Verse – Joaquim Dos Santos, Kemp Powers, Justin K. Thompson, Avi Arad, Phil Lord, Christopher Miller, Amy Pascal e Christina Steinberg | - Crab Day – Ross Stringer, Bartosz Stanislawek e Aleksandra Sykulak - Visible Mending – Samantha Moore e Tilley Bancroft - Wild Summon – Karni Arieli, Saul Freed e Jay Woolley |
| Melhor Curta-Metragem Britânico | Melhor Escolha de Elenco |
| - Jellyfish and Lobster – Yasmin Afifi e Elizabeth Rufai - Festival of Slaps – Abdou Cissé, Cheri Darbon e George Telfer - Gorka – Joe Weiland e Alex Jefferson - Such a Lovely Day – Simon Woods, Polly Stokes, Emma Norton e Kate Phibbs - Yellow – Elham Ehsas, Dina Mousawi, Azeem Bhati e Yiannis Manolopoulos | - The Holdovers – Susan Shopmaker - All of Us Strangers – Kahleen Crawford - Anatomy of a Fall – Cynthia Arra - How to Have Sex – Isabella Odoffin - Killers of the Flower Moon – Ellen Lewis e Rene Haynes |
| Melhor Ator/Atriz em Ascensão (votado pelos fãs) | BAFTA Fellowship |
| - Mia McKenna-Bruce - Phoebe Dynevor - Ayo Edebiri - Jacob Elordi - Sophie Wilde | Samantha Morton |

### Filmes com múltiplas nomeações
| Indicações | Filme                                         |
| ---------- | --------------------------------------------- |
| 13         | Oppenheimer                                   |
| 11         | Poor Things                                   |
| 9          | Killers of the Flower Moon                    |
| 9          | The Zone of Interest                          |
| 7          | Anatomy of a Fall                             |
| 7          | The Holdovers                                 |
| 7          | Maestro                                       |
| 6          | All of Us Strangers                           |
| 5          | Barbie                                        |
| 5          | Saltburn                                      |
| 4          | Napoleon                                      |
| 3          | How to Have Sex                               |
| 3          | Past Lives                                    |
| 2          | 20 Days in Mariupol                           |
| 2          | The Color Purple                              |
| 2          | Mission: Impossible – Dead Reckoning Part One |
| 2          | Rye Lane                                      |
| 2          | Spider-Man: Across the Spider-Verse           |